# 纖絲弄蝶屬
纖絲弄蝶屬（學名：Nyctus）是弄蝶科弄蝶亞科中的一個屬。物種分佈於新熱帶界。

## 物種
- 纖絲弄蝶 Nyctus crinitus
- Nyctus hiarbas